# Waldbaum's Hamlet Cup 2000
Il Waldbaum's Hamlet Cup 2000  è stato un torneo di tennis giocato sul cemento. È stata la 20ª edizione del torneo, che fa parte della categoria International Series nell'ambito dell'ATP Tour 2000.  Il torneo si è giocato a Long Island negli USA, dal 21 al 27 agosto 2000.

## Campioni

### Singolare maschile
Magnus Norman ha battuto in finale  Thomas Enqvist con il punteggio di 6–3, 5–7, 7–5

### Doppio maschile
Jonathan Stark /  Kevin Ullyett hanno battuto in finale  Jan-Michael Gambill /  Scott Humphries con il punteggio di 6–4, 6–4